# Публий Метилий Сабин Непот
Публий Метилий Сабин Непот (лат. Publius Metilius Sabinus Nepos) — римский политический деятель второй половины I века.
Непот происходил из рода Метилиев из древнего латинского города Альбы-Лонги. В 91 году он занимал должность консула-суффекта вместе с Квинтом Валерием Вегетом. С 95 по 97/98 год Непот находился на посту легата пропретора Британии. Будучи легатом этой провинции, он, по всей видимости, основал города Колония Домициана Линдесий и Колония Нервиев Глевенсий. С 105 и вплоть до своей смерти в 118 году Непот входил в состав жреческой коллегии арвальских братьев.
Его сыном был консул-суффект 103 года Публий Метилий Непот.